# Ons

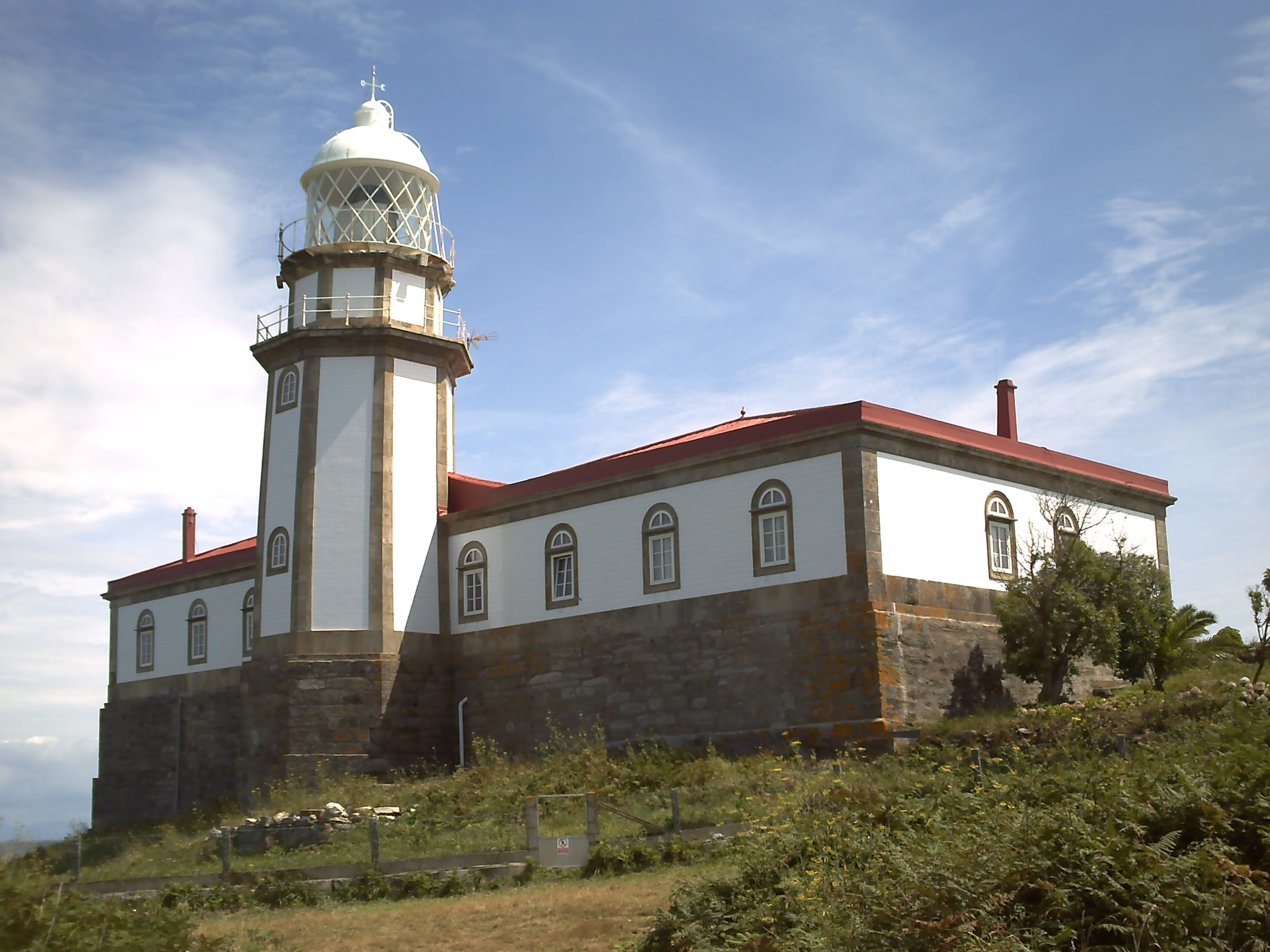
Leuchtturm auf Ons (2009)

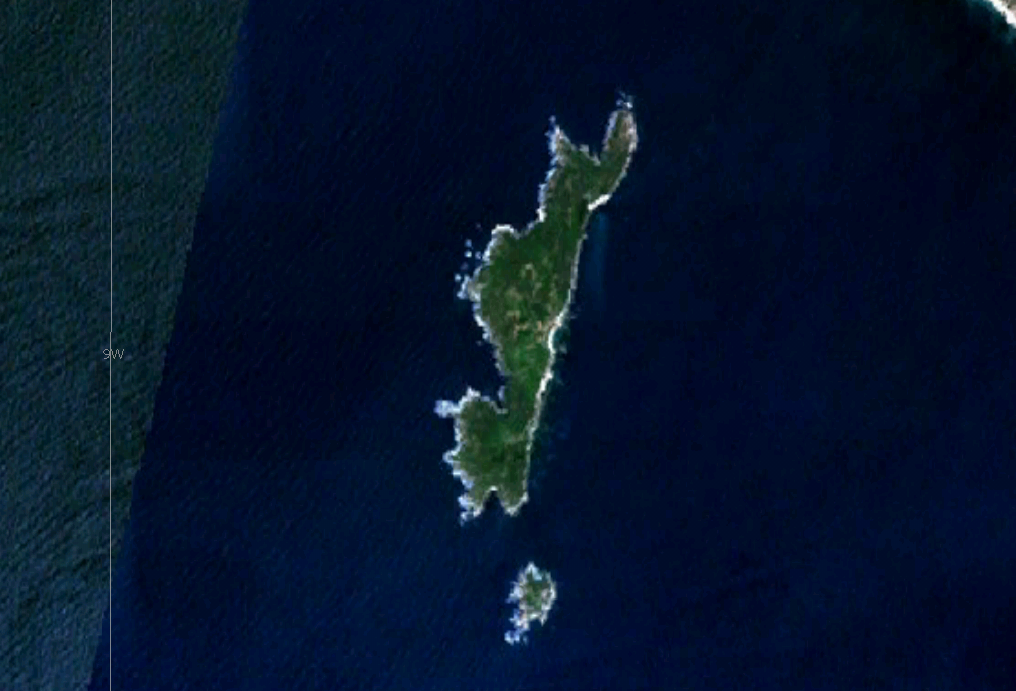
Ons und Onza

Die Insel Ons (galicisch A illa de Ons) ist eine Insel in Galicien in Spanien.
Sie ist Teil des Nationalparks Islas Atlánticas de Galicia und hatte 2008 noch fünf permanente Einwohner.